# Юць Богдан Володимирович
Богда́н Володи́мирович Ю́ць — головний сержант Збройних сил України, учасник російсько-української війни.26.03.2022 у місті Попасна під час відбиття наступу та внаслідок обстрілу противником із РСЗВ ГРАД, А152 мм, М120 мм, ВКК. СЗ під час ближнього бою та спроби прориву з боку противника було втрачено звʼязок з військовослужбовцем (вважається зниклим безвісти). 

## З життєпису
У серпні 2014 року перебував у зоні боїв.
Станом на серпень 2019 року перебував на передовій у складі 24-ї бригади.

## Нагороди та вшанування
- Указом Президента України № 741/2019 від 10 жовтня 2019 року за «особисту мужність і самовіддані дії, виявлені у захисті державного суверенітету та територіальної цілісності України» нагороджений орденом «За мужність» III ступеня[3]